# Iglesia de Santa Leocadia (Helguera)
La iglesia de Santa Leocadia es un pequeño templo católico de estilo prerrománico situado en la localidad de Helguera, en el municipio de Molledo (Cantabria, España).
Este pequeño edificio, adscrito al denominado arte de repoblación, tradicionalmente se ha considerado como de estilo mozárabe pero la historiografía moderna es partidaria de abandonar esta denominación en pos de la primera. Fue construida en el siglo X.
De factura humilde, esta iglesia forma parte de los tres únicos ejemplos de arquitectura de repoblación existentes en Cantabria junto a Santa María de Lebeña y la ermita de San Román de Moroso, también esta última en el valle de Iguña. Aun conserva el ábside mozárabe con arco triunfal de herradura y bóveda de cañón. Posee unos grandes modillones lobulados muy similares a los existentes en Santa María de Lebeña.
- Datos: Q5911593